# Trabeops aurantiacus
Trabeops aurantiacus är en spindelart som först beskrevs av James Henry Emerton 1885.  Trabeops aurantiacus ingår i släktet Trabeops och familjen vargspindlar. Inga underarter finns listade i Catalogue of Life.